# Vink (vogel)

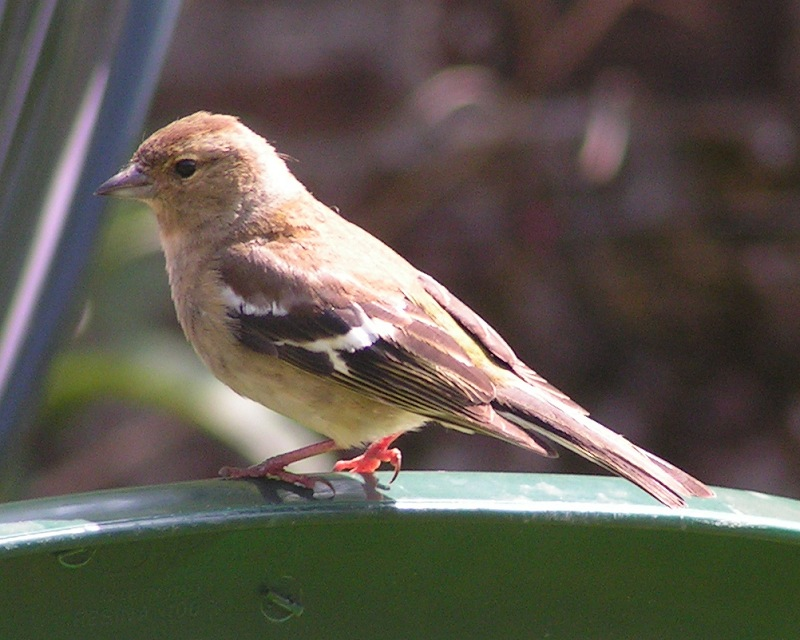
Fringilla coelebs coelebs (vrouwtje)

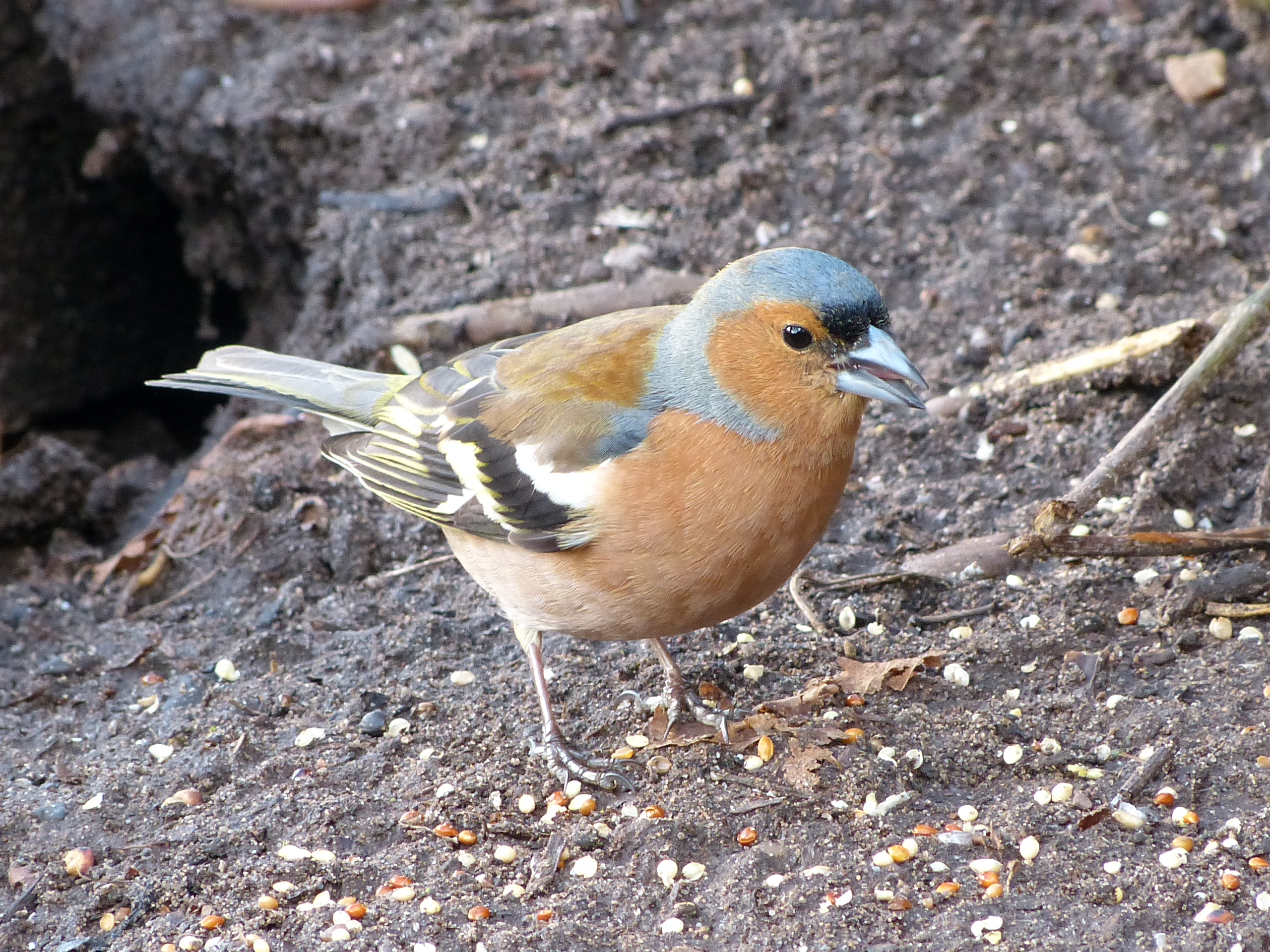
Fringilla coelebs gengleri (mannetje)

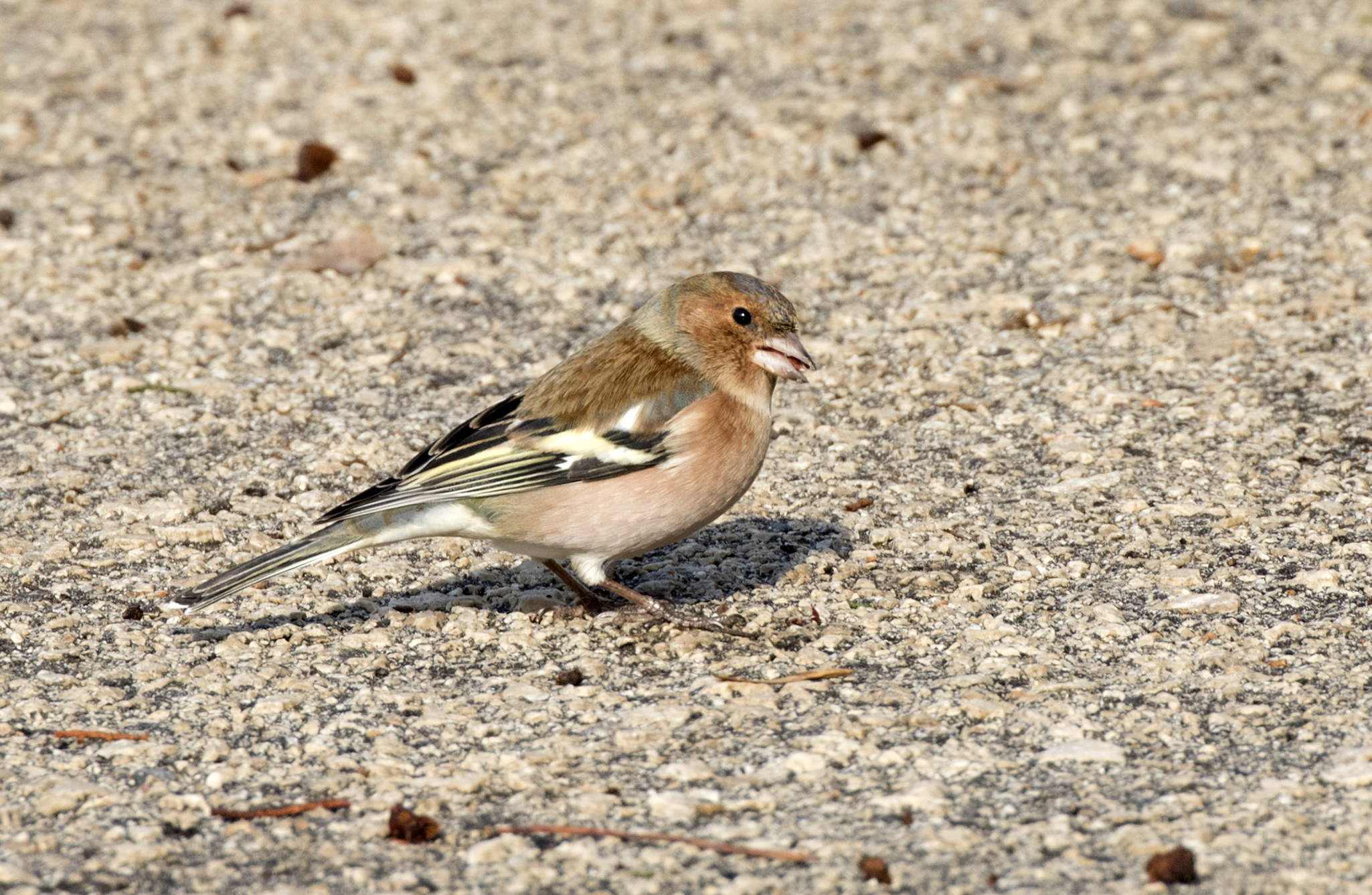
Fringilla coelebs syriaca (mannetje)

De vink (Fringilla coelebs), zangⓘ ook wel boekvink, bokvink of botvink genoemd, is een zangvogel. In de Lage Landen is hij de bekendste en meest frequent voorkomende vinkachtige. Zijn zang, waarvan de laatste tonen de "vinkenslag" wordt genoemd, kent vele dialecten.

## Kenmerken
De totale lichaamslengte is zo'n vijftien centimeter met bruine poten. De algemene kenmerken van het verenkleed zijn (hoewel ondersoorten hier van kunen verschillen):
- Volwassen mannelijk exemplaar onderzijde wijnrood, buik wat lichter. Kruin en nek leiblauw, voorhoofd zwart. Rug donkerroodbruin. Vleugel met twee witte banden. Groenachtige stuit. Staart met witte rand.
- Volwassen vrouwelijk exemplaar vleugel en staart bruiner; onderzijde lichtgrijsbruin; rug donkerder olijfgroen.
- Jong als volwassen vrouwelijk exemplaar.

## Gedrag
In de trektijd vormt de soort kleine of grote groepen van soortgenoten, soms bestaande uit één sekse. Zeer vaak wordt samengeschoold met verwante kepen en ook met andere zaadeters als groenling en geelgors, verder met piepers en leeuweriken. In de winter kunnen vinken zich op de voedertafel agressief gedragen ten opzichte van andere bezoekers.

### Vlucht
Wit schild en witte band op vleugel. Veel wit in staart. Golvende vlucht.

### Zang en lokroep
De zang van de vink ter afperking van het territorium is kort maar heftig en melodieus - "tsitsitsitsitsitsitsi-tjoe-ie-ò". Het gehele liedje duurt zo'n vijf seconden en wordt makkelijk tot tien maal per minuut herhaald. De zang is te horen van februari tot in september, de periode van voortplanting en opvoeden van de jongen. In Vlaanderen wordt het liedje ook wel "suskewiet" genoemd (en de vink ook). Geluiden als lokroep en contact maken met soortgenoten doet de vink door herhaald helder "pink pink" te roepen, ook wel "wiet" en "tsjwit". Tijdens de vlucht en de trek gebruikt de soort een zacht "tjuub tjuub" om in contact te blijven.

## Voedsel
Allerlei zaden, vooral oliehoudende; kiemend zaad, vruchten en bessen, knoppen, insecten, maar ook broodkruimels. Jongen worden met insecten grootgebracht.

## Voortplanting
De vink broedt van half april tot in juli. Nesten van deze "randbroeder" vindt men op verschillende hoogtes aan de rand van een bos, open plek of weg. De broedduur bedraagt 12-15 dagen. Hoofdzakelijk broedt het vrouwtje, dat soms door het mannetje gevoerd wordt, vanaf het laatste ei. Beide vogels verzorgen de jongen, die het nest na 13–14 dagen verlaten, waarna ze nog enige tijd gevoerd worden. Meestal twee legsels per jaar. Bigamie komt voor. Legsel: gewoonlijk 4–5 eieren, soms 6 of 7. Lichtblauwgroen tot roodbruin met donkerbruine vlekjes en streepjes, grijze ondervlekken. Gemiddeld 19 × 15 mm.

## Verspreiding en leefgebied

### Verspreidingsgebied en ondersoorten
De Vink komt voor in Groot-Brittannië en Ierland, Faeröer, Europa van Middellandse Zee tot 70° NB. Azië tot Tomsk. Binnen dit gebied worden 7 ondersoorten onderscheiden die onderling verschillen in verenkleed, de vorm van hun snavel en in hun zang ("dialect").
- F. c. alexandrovi: Noord-Iran
- F. c. coelebs: Continentaal Europa tot in West-Azië
- F. c. gengleri: Britse eilanden
- F. c. sarda: Sardinië (Sardijnse vink)
- F. c. solomkoi: Krim en Zuidwest-Kaukasus
- F. c. syriaca: Cyprus, Zuidoost-Turkije tot in Irak en Jordanië (Syrische vink)
- F. c. transcaspia: Noordoost-Iran en Zuidwest-Turkmenistan

Sterk gelijkende soorten van de Canarische Eilanden, Azoren, Madeira en uit Afrika, die vroeger als ondersoorten werden beschouwd, zijn afgesplitst als aparte soorten op grond van in 2021 gepubliceerd moleculair genetisch onderzoek.
Het leefgebied van de vink bestaat uit halfopen cultuurlandschap met middelhoge bomen in loof-, gemengde en naaldbossen, parklandschap en in steden in parken, tuinen en lanen. In streken met weinig oude bomen treffen we ook weinig vinken.

### Trek
De vink is een van de talrijkste trekvogels. Trekrichting is west tot zuidwest richting Europa, Noord-Afrika en het Midden-Oosten, met stuwing aan de kust. Om in Engeland, of Ierland te overwinteren steken ze de Noordzee rechtstreeks over of bij Cap Gris-Nez.
Najaarstrek is van september tot december. Voorjaarstrek begint in februari en gaat door tot mei. Veel hangt af van de breedtegraad en het weer.
De vink is een dagtrekker, en vliegt vooral in de vroege ochtenduren. Sommige vinken zijn standvogels. Hun slag is anders dan bij trekkende soortgenoten en wordt "bogaardzang" of "Vlaamse zang" genoemd. Vooral mannetjes overwinteren vaak in het broedgebied. Dit leverde de vink zijn wetenschappelijke naam op, coelebs is namelijk Latijn voor 'weduwnaar'.

### Voorkomen in de Lage Landen
Zeer talrijke broedvogel in Nederland en België (400.000 tot 500.000 broedparen in Nederland volgens een schatting uit periode 2018 tot 2020). Broedvogels hier zijn grotendeels standvogels.

## Vinken in gevangenschap

### Vinkenvangst
In de middeleeuwen werd hoewel jacht en visvangst een adellijk voorrecht waren, in tijden van hongersnood elke vogel - zo ook de vederlichte botvink - gestroopt om te eten. Dit gebeurde het hele jaar en met alle mogelijke middelen (onder andere stroppen). Hierna werden vinken echter niet meer gevangen om op te eten maar vooral om in gevangenschap te houden als volièrevogel. In 1595 wordt voor het eerst een zangwedstrijd voor vinken beschreven. De vogels werden gevangen en als zangvogel gehouden door welgestelde burgers of toch hun personeel. Ze werden uitsluitend gevangen tijdens de trek. Een hele reeks technieken was gangbaar van mistnetten en slagnetten over inloopkooien tot lijmstokken. In 1972 werd de vangst van in het wild levende vinken volledig afgeschaft. Dit zou gepaard gaan met een grote vangersbetoging te Brussel. Drie jaar lang zouden er geen vinken meer worden gevangen, maar omdat de kweek in gevangenschap onmogelijk aan de vraag kon voldoen, werd een overgangsregeling uitgewerkt. In 1975 ontstond opnieuw een beperkte bevoorrading van in het wild gevangen vinken door erkende "bevoorraders". De vogels kregen een bevoorradingsring en zoals afgesproken zou men het aantal beschikbare ringen elk jaar verminderen. Alleen een inloopkooitje voor maximaal 1 vogel werd als vangstmethode weerhouden. Sinds 2003 worden er geen vinken meer in het wild gevangen. Een nieuwe liefhebber die vinken wil bezitten, zal er moeten kweken, kopen, krijgen of ruilen. Vinken worden enkel nog gevangen om ze te ringen voor wetenschappelijk onderzoek naar verspreiding en trek. Daarna worden ze weer vrijgelaten.

### Vinkenzetten
Vooral in West-Vlaanderen, maar ook in de rest van België en delen van Nederland, Duitsland en Frankrijk worden zangwedstrijden met vinken gehouden. Die heten vinkenzettingen. De vinkenhouders/kwekers houden botvinken als volièrevogel in gevangenschap. Ze noemen zich vinkeniers (naar analogie met valkeniers) en hun hobby vinkenieren. Sommigen bezitten enkel vogels als zangvogel, anderen kweken ze ook. Een beperkte groep neemt ook deel aan zangwedstrijden, de zogenaamde vinkenzettingen. Hiertoe worden bepaalde driftige mannetjes opgekooid tussen april en augustus/september. Dit kan beslist niet elk jaar met dezelfde vogel of met alle mannetjes tegelijk, gezien het kweekseizoen tot juli/augustus loopt en de rui bij sommige vogels intreedt voor het einde van het speelseizoen. Bij een vinkenzetting worden opgekooide vogels op een rij gezet en wordt het aantal gezongen liedjes gedurende een uur opgetekend. Hiermee showen de vinkeniers de vorm en drift van hun vogel. In de 18e en 19e eeuw echter waren zangwedstrijden voor "blinde vinken" de norm. Hierbij werden de oogleden aan elkaar geschroeid, een ingreep die overigens omkeerbaar was. Rond de eeuwwisseling (1900) groeide onder andere met de oprichting van de eerste natuurverenigingen (o.a. door Jac. P. Thijsse) het besef dat dit onethisch was en de eerste vinkeniers keerden hun hobby de rug toe. Tijdens de Eerste Wereldoorlog stond het vinkenieren op het punt te verdwijnen en vanaf 1915 werd – onder meer onder invloed van de oorlogsblinden – voor het eerst gespeeld met ziende vinken in verblinde kooien. In 1921 zou uiteindelijk ook de wetgever het verblinden van vinken verbieden.

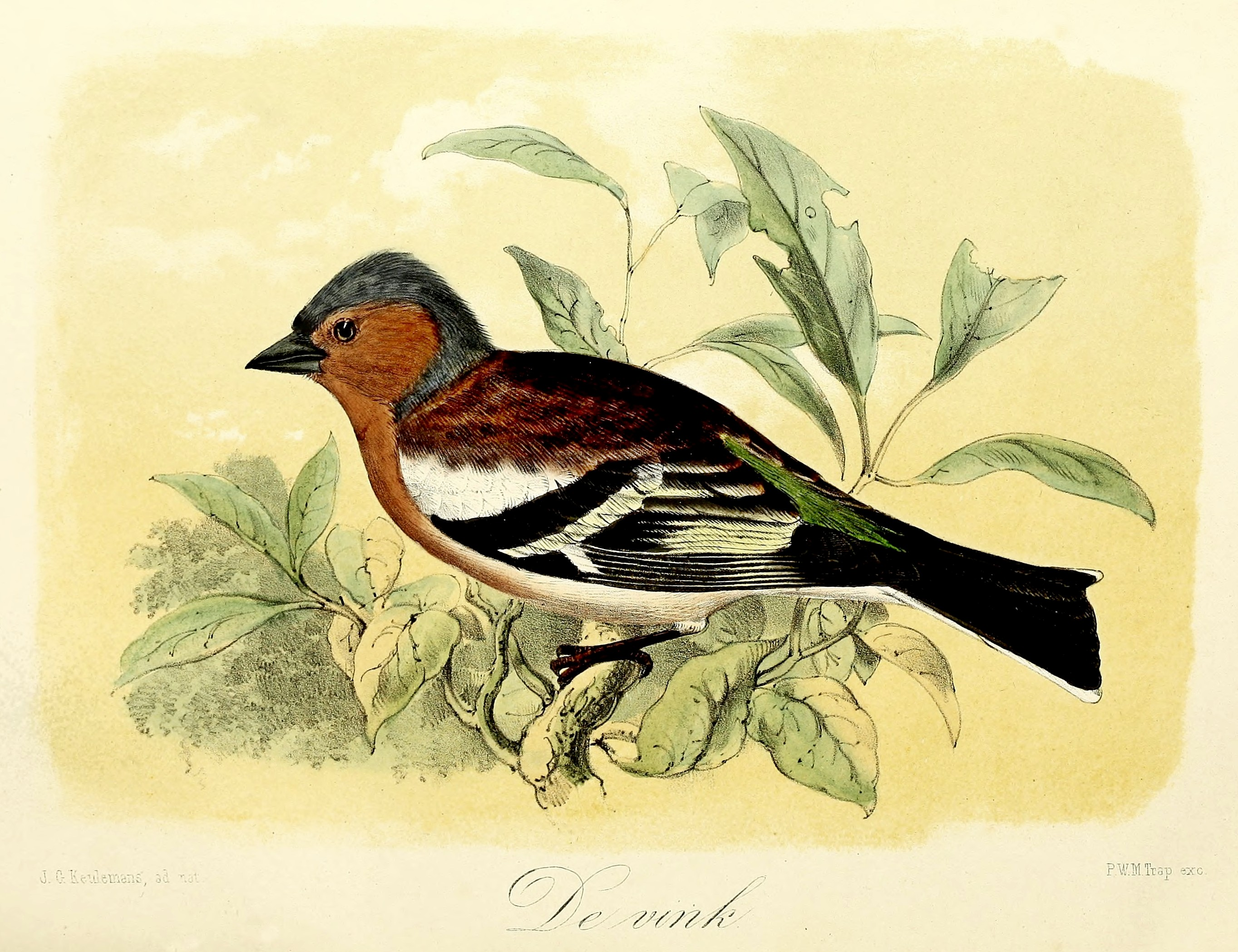
De vink (1869), John Gerrard Keulemans

## Video
- Een vink in Zouweboezem, Lexmond